# 尖鳍魣
尖鳍魣（学名：Sphyraena acutipinnis），又稱尖鰭金梭魚，俗名針梭、竹梭，为輻鰭魚綱鱸形目鯖亞目金梭魚科的其中一種。

## 分布
本魚分布于印度太平洋區，包括南非、東非、紅海、留尼旺、馬達加斯加、塞席爾群島、印度、日本、台灣、菲律賓、越南、香港、澳洲、馬紹爾群島、馬里亞納群島、紐西蘭、諾克福島、庫克群島、夏威夷群島、法屬波里尼西亞等海域。该物种的模式产地在印度。

## 深度
水深20至50公尺。

## 特徵
本魚體延長呈魚雷狀，橫切面幾近圓柱形，體呈銀色，背部為銀藍色，側線鱗列數110枚以上，延長的鰓耙數1，腹鰭起點較背鰭起點的垂直線為後，側線下具一細縱帶，上頷骨未達眼前緣，下頷骨尖端有一肉質突起，尾鰭分叉，背鰭硬棘6枚；背鰭軟條8至9枚；臀鰭硬棘2枚；臀鰭軟條8枚，體長可達80公分。

## 生態
本魚棲息在近海沿岸的礁石區、潟湖或內灣，喜成群游動追捕獵物，屬肉食性，以各種魚類幼魚、沙丁魚、頭足類為食。

## 經濟利用
為鮮美的食用魚，適合煎、烤食用。